# Eesti Talurahva Erakond
Die Eesti Talurahva Erakond („Estnische Bauernpartei“ – ETRE) war eine politische Partei im Estland der 1990er Jahre. Sie spielte vor allem innerhalb der estnischen Sozialdemokratie eine Rolle bei der Konsolidierung des Parteiensystems.

## Geschichte
Die ETRE wurde am 15. November 1994 offiziell gegründet. Sie war politisch gemäßigt agrarisch-ländlich zu verorten.
Am 5. April 1998 vereinigte sich die ETRE mit der Vabariiklaste ja Konservatiivide Rahvaerakond („Volkspartei der Republikaner und Konservativen“ – VKRE) zur Rahvaerakond („Volkspartei“ – R).
Die Rahvaerakond vereinigte sich am 27. November 1999 mit der Erakond Mõõdukad („Partei Die Gemäßigten“ – M) zur Rahvaerakond Mõõdukad („Volkspartei Die Gemäßigten“ – M). Diese benannte sich 2004 in „Sozialdemokratische Partei“ (Sotsiaaldemokraatlik Erakond – SDE) um.

## Wahlergebnisse und Regierungsbeteiligung
Die ETRE trat bei der Parlamentswahl 1995 erstmals landesweit an. Sie erreichte mit 1,51 Prozent der Stimmen ein enttäuschendes Ergebnis und konnte keinen Abgeordneten ins estnische Parlament (Riigikogu) entsenden. 
1997 entschied sich Ministerpräsident Mart Siimann gleichwohl, den Diplomaten und Politiker und die charismatische Führungsfigur der ETRE Toomas Hendrik Ilves (* 1953) als Außenminister in seine Koalitionsregierung zu berufen.
Bei der Parlamentswahl im März 1999 trat die Partei unter dem Dach der „Gemäßigten“ an, die insgesamt 15,21 Prozent der Stimmen verbuchen konnten. 17 Abgeordnete der „Gemäßigten“ zogen in den neu gewählten Riigikogu ein. Die Partei wurde Teil einer Koalitionsregierung unter dem konservativen Ministerpräsidenten Mart Laar.

## Parteivorsitzende
Vom 5. November 1994 bis zum 5. April 1998 führte Jaan-Hans Kuks die Partei.
Sein Nachfolger als Parteivorsitzender wurde der mehrmalige Außenminister, Europa-Parlamentarier und spätere estnische Staatspräsident Toomas Hendrik Ilves.